# Elizabeth Wood-Ellem
Elizabeth Wood-Ellem, née le 10 septembre 1930 et morte le 8 septembre 2012, est une historienne australienne d'origine tongienne, activement engagée dans la vie des Tonga et auteure de la biographie définitive de la reine Sālote Tupou III des Tonga.

## Biographie

### Jeunesse et formation
Elizabeth Olive Wood naît le 10 décembre 1931 près de Nuku'alofa. Elle est souvent connue sous le nom de Bessie ou Pesi Wood. Elle est la fille du révérend A. Harold Wood (1896–1989), un ministre et éducateur méthodiste puis unifié de renom, et du médecin Olive K. Wood (née O'Reilly), qui sont des missionnaires australiens aux Tonga de 1924 à 1937,. Elle a cinq frères et sœurs, dont Janet Secomb, elle-même missionnaire aux Tonga, l'actrice Monica Maughan et le ministre et hymnologue de l'Église unie, le révérend H. D'Arcy Wood.
Arrivée en Australie en 1937, Elizabeth fait ses études au Methodist Ladies' College de Melbourne où, au cours de sa dernière année, elle obtient la première place de l'État de Victoria en histoire grecque et romaine.
À l'université de Melbourne, elle se spécialise en anglais et en histoire, obtenant une licence en 1953, et y entreprend plus tard son doctorat.

### Carrière
Wood-Ellem gagne sa vie en tant qu'éditrice et indexatrice de livres, d'abord chez Angus & Robertson à Sydney, puis à Londres (1960-1972) avec Macmillan et Paul Hamlyn, et travaille ensuite en freelance.
Elle est nommée archiviste au King's College de l'université de Cambridge pour trier et cataloguer les papiers du romancier britannique E. M. Forster après sa mort en 1970. Le Churchill College de Cambridge l'engage ensuite comme bibliothécaire adjointe aux archives pour cataloguer les papiers de James Grigg et la correspondance d'AV Alexander.
Elle obtient un doctorat en histoire des Tonga en 1982 à l'université de Melbourne. Elle publie la biographie de la reine Sālote Tupou III en 1999. Parmi les ouvrages notables qu'elle publie figurent The Songs and Poems of Queen Sālote (2004) et Tonga and the Tongans: Heritage and Identity (2007).
En 2008, le roi George Tupou V reconnaît sa contribution singulière aux Tonga en lui décernant le titre de Commandeur de l'Ordre de la Couronne des Tonga.

### Engagements
Elizabeth s'est également engagée dans la justice sociale et les droits humains, des valeurs qu'elle attribue à son héritage méthodiste. Dans les années 1950, elle milite pour des bourses universitaires pour les Aborigènes australiens et, dans les années 1970, elle embrasse le féminisme, militant pour l'ordination des femmes et des membres LGBTQ+ au sein de l'Église unifiée d'Australie. Survivante d’un naufrage aux Tonga en 1977, elle renouvelle sa foi chrétienne après cet événement tragique.
Elle décède à Melbourne le 8 septembre 2012.

## Postérité
Elle est reconnue comme une historienne spécialiste de l'histoire du royaume de Tonga grâce à sa compréhension fine des cultures et coutumes locales qu'elle retire de son enfance sur l'île. Bien que d'origine européenne, elle est particulièrement respectée aux Tonga. L'expertise d'Elizabeth sur les familles royales et nobles de Tonga est inégalée, et son accès à des archives rares, combiné à la mémoire orale, lui permet de contribuer de manière unique à l'étude de la culture et de l'histoire tongienne.

## Publications
- Elizabeth Wood-Ellem, Queen Sālote of Tonga: The Story of an Era, 1900–1965, Auckland, N.Z., Auckland University Press, 1999 (ISBN 978-1-86940-205-1, OCLC 262293605, lire en ligne)
- Les Chansons et Poèmes de la reine Sālote (2004)
- Tonga et les Tongiens : patrimoine et identité (2007)

## Réception critique
Queen Salote of Tonga: The Story of an Era 1900-1965 est considéré comme une référence majeure sur l’histoire de Tonga. Adrienne L. Kaeppler, anthropologue au Smithsonian Institution, le décrit comme une œuvre magistrale mêlant recherche historique, anthropologie et analyse politique. Bien que présenté comme une biographie, le livre dépasse ce cadre pour explorer comment la reine Salote est façonnée par l'histoire tongienne et comment elle l'influence,.
Le livre met en lumière les conflits internes et internationaux qui marquent la monarchie tongienne et son cheminement vers une société moderne. Il se distingue par une narration engageante, un recours à des archives inédites, et des détails sur la politique, la religion et la culture. Outre son texte riche, l’ouvrage inclut des photographies, des cartes, des généalogies et des glossaires qui enrichissent l’expérience du lecteur. Réimprimé plusieurs fois, il est devenu une ressource incontournable pour les universitaires,.

## Honneurs
- Ordre de la Couronne de Tonga, Commandeur (31 juillet 2008)[6].